# Antíloco

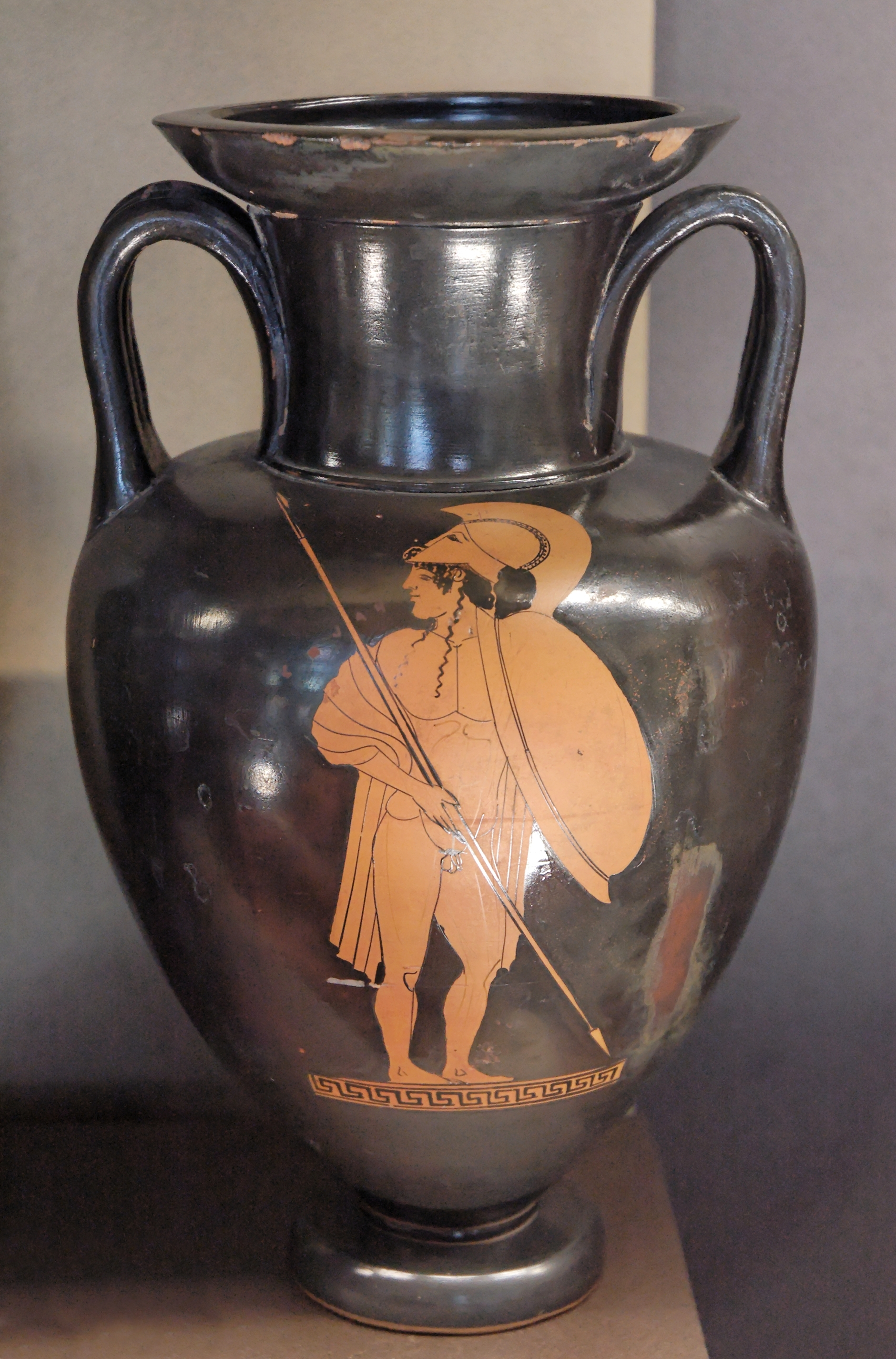
Representação de Antíloco em uma ânfora.

Antíloco (em grego Ἀντίλοχος Antílokhos) é um personagem da Guerra de Troia (Mitologia grega).
O seu pai é Nestor, este por sua vez viveu mais tempo que o próprio filho e conta a sua história (história de Antíloco) a telémaco quando ele faz uma busca pelo pai (Odisseu).
O herói é conhecido por ser intrépido, rápido na corrida e na pelaja e forte.

## A Lenda
Era filho de Nestor, tendo acompanhado seu pai na guerra contra os troianos. Foi encarregado de dar a notícia da morte de Pátroclo a Aquiles, por ser amigo de ambos. Morreu às mãos de Memnon, quando cobria a retirada de Nestor, durante uma batalha.
Suas cinzas foram colocadas junto às de Aquiles e Pátroclo.

## Descendentes
Ele foi o pai de Paeon, cujos filhos foram expulsos do Peloponeso pelos dórios, e, refugiando-se em Atenas, deram origem à tribo dos Paeonians.